# تقي أباد (دورود)
تقي أباد (بالفارسية: تقی‌آباد) هي قرية تقع في قسم جان الريفي (مقاطعة دورود) في إيران. يقدر عدد سكانها بـ 124 نسمة.